# فرودگاه صحرایی نوم سیتی
 فرودگاه صحرایی نوم سیتی (به انگلیسی: Nome City Field) یک فرودگاه همگانی پایگاه هوایی است که یک باند فرود شن دارد و طول باند آن ۵۹۴ متر است. این فرودگاه در شهر نوم، آلاسکا کشور ایالات متحده آمریکا قرار دارد و در ارتفاع ۱۸ متری از سطح دریا واقع شده است.